# Florideophyceae
Florideophyceae är den största klassen bland rödalgerna. Algaebase listar 5 954 arter i klassen. Florideophyceae utmärks av en komplicerad livscykel med dubbla diploida generationer. Liksom hos andra rödalger saknas helt flagellerade celler.
Tillväxten sker med hjälp av apikala celler samt lateralt placerade initieringsceller.

## Subklasser och ordningar
- subklass Ahnfeltiophycidae
  - ordning Ahnfeltiales
  - ordning Pihiellales

- subklass Corallinophycidae
  - ordning Corallinales
  - ordning Rhodogorgonales
  - ordning Sporolithales

- subklass Hildenbrandiophycidae
  - ordning Hildenbrandiales

- subklass Rhodymeniophycidae
  - ordning Acrosymphytales
  - ordning Bonnemaisoniales
  - ordning Ceramiales
  - ordning Gelidiales
  - ordning Gigartinales
  - ordning Gracilariales
  - ordning Halymeniales
  - ordning Nemastomatales
  - ordning Peyssonneliales
  - ordning Plocamiales
  - ordning Rhodymeniales
  - ordning Sebdeniales

- Subklass Nemaliophycidae
  - ordning Acrochaetiales
  - ordning Balbianiales
  - ordning Balliales
  - ordning Batrachospermales
  - ordning Colaconematales
  - ordning Nemaliales
  - ordning Palmariales
  - ordning Thoreales

Dessa baseras på Algaebase 2012-02-29.